# 야마시타 공원

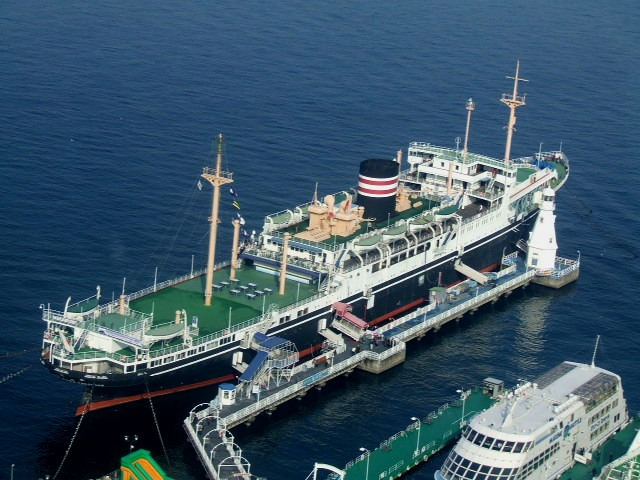
히카와마루

야마시타 공원(일본어: 山下公園)은 가나가와현 요코하마시 나카구에 있는 공원이다. 간토 대지진 후 바다를 메워서 만든 공원으로 이 안에는 유명한 동상들이 많고 또한 히카와마루(氷川丸)라는 호화 여객선이 정박하고 있어 더욱 유명하다. 히카와마루는 1930년부터 30년 동안 시애틀 항로를 중심으로 태평양을 수백 차례 횡단한 바 있는 12,000톤의 호화여객선이다. 요코하마 항 개항 100주년을 기념하여 이 공원에 설치되었다.